# Sven Botman
Sven Botman (Badhoevedorp, 12 januari 2000) is een Nederlands profvoetballer die op de positie van centrale verdediger speelt. In juli 2022 verruilde hij Lille OSC voor Newcastle United.

## Carrière

### Jong Ajax
Sven Botman speelde in de jeugd van RKSV Pancratius en Ajax. Sinds 2018 speelde hij voor Jong Ajax. Hij debuteerde voor Jong Ajax in de Eerste divisie op 17 augustus 2018, in de met 2–1 verloren uitwedstrijd tegen Roda JC.

### SC Heerenveen
In het seizoen 2019/20 speelde hij op huurbasis bij sc Heerenveen. Hier kreeg hij zijn eerste speelminuten in de Eredivisie. Hij begon verdienstelijk en tegen de verwachtingen in speelde hij aanvoerder Daniel Høegh uit de basis. Hij vormde samen met winteraankoop Ibrahim Drešević een solide verdedigingsduo.

### OSC Lille
Op 15 mei 2020 tekende hij een contract bij Ajax, dat hem in beginsel tot 30 juni 2023 aan de club zou binden. Een paar maanden later, op 31 juli 2020, tekende hij echter voor vijf jaar bij de Franse club Lille OSC, die hem voor circa 7 miljoen euro overnam van Ajax. Hij maakte een goede start en was het gehele seizoen 2020/21 basisspeler. Lille won verrassend de Ligue 1 en voor het eerst in de clubgeschiedenis ook de Trophée des Champions. Deze supercup werd veroverd door een 1–0 winst op bekerwinnaar Paris Saint-Germain.

### Newcastle United
Op 28 juni 2022 nam Newcastle United Botman over van Lille OSC. Newcastle United betaalde een transfersom van circa 37 miljoen euro, dat door middel van bonussen kon oplopen tot 40 miljoen euro. Op 6 augustus 2022 maakte hij zijn debuut voor Newcastle United. Bij Newcastle United maakte hij een erg sterke indruk in het eerste gedeelte van het seizoen. Botman bereikte met Newcastle de finale van de league cup. Botman startte in de basis, maar uiteindelijk verloor Newcastle United van Manchester United met 2-0. Hij eindigde met Newcastle vierde en plaatste zich voor de Champions League.
Tijdens zijn tweede seizoen bij deze club (seizoen 2023/24) scheurde zijn kruisband. Na een aantal maanden rust speelde hij in het midden van het seizoen weer een reeks van wedstrijden. Uiteindelijk bleek operatie toch noodzakelijk. Botman speelde op 16 maart 2024 zijn laatste wedstrijd van het seizoen.
De gehele eerste helft van seizoen 2024/25 werkte Botman aan zijn herstel.

## Statistieken
| Seizoen                   | Club             | Competitie     | Competitie | Competitie | Beker | Beker | Internationaal | Internationaal | Totaal | Totaal |
| Seizoen                   | Club             | Competitie     | Wed.       | Dlp.       | Wed.  | Dlp.  | Wed.           | Dlp.           | Wed.   | Dlp.   |
| ------------------------- | ---------------- | -------------- | ---------- | ---------- | ----- | ----- | -------------- | -------------- | ------ | ------ |
| 2018/19                   | Jong Ajax        | Eerste divisie | 28         | 2          | —     | —     | —              | —              | 28     | 2      |
| 2019/20                   | → sc Heerenveen  | Eredivisie     | 26         | 2          | 4     | 0     | —              | —              | 30     | 2      |
| 2020/21                   | Lille OSC        | Ligue 1        | 37         | 0          | 2     | 0     | 8              | 0              | 47     | 0      |
| 2021/22                   | Lille OSC        | Ligue 1        | 25         | 3          | 2     | 0     | 5              | 0              | 32     | 3      |
| 2022/23                   | Newcastle United | Premier League | 36         | 0          | 8     | 0     | —              | —              | 44     | 0      |
| 2023/24                   | Newcastle United | Premier League | 17         | 2          | 4     | 0     | 1              | 0              | 22     | 2      |
| Carrièretotaal            | Carrièretotaal   | Carrièretotaal | 156        | 9          | 20    | 0     | 14             | 0              | 190    | 9      |
| Bijgewerkt op 7 juni 2023 |                  |                |            |            |       |       |                |                |        |        |

## Interlandcarrière
In november 2020 werd Botman op 20-jarige leeftijd voor het eerst opgeroepen voor het Nederlands elftal. Bondscoach Frank de Boer haalde Botman bij de selectie voor de interlands tegen Polen en Bosnië en Herzegovina nadat Nathan Aké geblesseerd afhaakte.

## Erelijst
| Competitie            |           |           |           |           |
| Competitie            | Aantal    | Jaren     |           |           |
| Lille OSC             | Lille OSC | Lille OSC | Lille OSC | Lille OSC |
| --------------------- | --------- | --------- | --------- | --------- |
| Ligue 1               | 1x        | 2020/21   |           |           |
| Trophée des Champions | 1x        | 2021      |           |           |
| Newcastle United      |           |           |           |           |
| EFL Cup               | 1x        | 2025      |           |           |

## Bijnamen
Bij Lille werd Botman vanwege zijn imposante postuur RoboCop genoemd, in Newcastle kreeg hij direct bij zijn debuut de bijnaam Rolls Royce vanwege zijn rustige en efficiënte optreden. Deze naam is eerder gegeven aan Virgil van Dijk, eveneens een Nederlandse centrale verdediger in de Premier League.